# Война за Аргос и Нафплион (1388—1394)
Война за Аргос и Нафплион (1388—1394) — вооружённое столкновение между Морейским деспотатом (автономной провинцией Византийской империи на Пелопоннесе) в союзе с Афинским герцогством, с одной стороны, и Венецианской республикой и наёмниками Наваррской кампании (с 1389 года) — с другой. Причиной конфликта явилась незаконная оккупация владений латинских правителей д’Энгиен Морейским деспотатом и Афинским герцогством.

## Предыстория
В 1388 году последний латинский правитель Аргоса и Нафплиона Ги д’Энгиен (греч.) скончался, а его 13-летняя дочь (или жена) Мария не пожелала далее властвовать над землями своего покойного мужа (или отца), а потому решила продать свои земли венецианцам. 12 декабря 1388 года был подписан договор между Марией д’Энгьен и венецианцами, в котором она отказывалась от своих владений в пользу Венецианской республики в обмен на ежегодное содержание. Но деспот Мореи Феодор и его союзник афинский герцог Нерио I Аччайоли оккупировали беззащитные владения, заняв Аргос и Нафплион. Византийцы укрепились в Ларисе (цитадели Аргоса), а солдаты Нерио I засели в башнях Нафплиона, известных как Грек и Латинская. Венецианцы отправили ко двору Феодора несколько посольств с требованием вернуть Аргос, но Феодор отказался, после чего неизбежность войны стала очевидной.

## Боевые действия
В то время как венецианцы не могли использовать в борьбе с Феодором все свои силы (Венецианская республика проводила широкую экспансионистскую политику на Востоке), армия Феодора только увеличивалась — деспот поощрял переселение на территорию деспотата многочисленных албанских племён, из которых он комплектовал основное ядро своего войска. В результате венецианцы, высадив десант на аннексированных территориях и взяв Нафплион и укрепление Василопотамон, не смогли захватить Аргос, который удерживали войска Феодора. Однако в сентябре 1389 года Наваррская компания, союзник венецианцев, в ходе переговоров с Нерио I Аччайоли вероломно взяли в плен последнего и отказывались его отпускать, пока византийцы не сдадут Аргос. Одновременно наваррцы вторглись в Афинское герцогство и захватили Мегары, а венецианцы прекратили торговлю с обоими государствами. В 1391 году Нерио был отпущен (после обещания отдать Мегары венецианцам), но войска Феодора оставались в Аргосе и не собирались оттуда уходить.
Сопротивление византийцев по отношению к венецианцам продолжалось достаточно долго, однако конец войны приблизила угроза войны с османами, которые в 1390-х годах начали ликвидацию оставшихся в южной Греции независимых государств. В 1393 году ими была захвачена Фессалия, а в 1394-м османский султан Баязид вызвал в свою ставку в Серрах византийского императора Мануила и самого Феодора. Оказалось, что в ставке османского султана пребывал давний враг Феодора I Палеолога Павел Мамон, архонт Монемвасии и командующий наёмниками Наваррской кампании Педро Сан-Суперан. Оба они выражали свою лояльность султану: Мамон предлагал Баязиду Монемвасию, а Сан-Суперан — помощи против Феодора. В итоге султан потребовал от Феодора восстановить в правах Мамона и передать Аргос наваррцам. Сделал он это крайне неуважительно, чем косвенно продемонстрировал, что уже давно хотел избавиться от обоих братьев (византийский император Мануил II Палеолог и Феодор I были родными братьями). Феодор не собирался выполнять эти требования и, бежав из ставки султана, вернулся в Морею.
Попав в тяжёлое положение, Феодор более не мог противостоять Венеции, что привело к заключению между ними мирного договора, подписанного 27 мая 1394 года в венецианской крепости Модон (на юге Пелопоннеса). В договоре указывалось, что Феодор передаёт венецианцам Аргос, а те отдают ему захваченный во время войны Василопотамон. Мегары же, по ранее заключённому соглашению, переходили обратно под власть Афинского герцогства. Одновременно Венеция и Морея договорились о некоторых обоюдных экономических уступках. Так, Феодор обязывался принять венецианский дукат в качестве государственной валюты, одновременно прекратив чеканку своих денег. С другой стороны, венецианцы должны были в случае угрозы безопасности предоставить Феодору и его семье политическое убежище, а греки Аргоса могли бы свободно и со всем своим имуществом переехать в земли Морейского деспотата.

## Последствия
Феодор пытался сблизиться с Венецианской республикой, но последняя отчаянно не хотела воевать с османами. Уже весной 1395 года огромная армия турок вторглась в Морею и разграбила провинцию Аркадию, но Венеция не оказала Морейскому деспотату никакой помощи. Одновременно османы начали осаду Константинополя, после чего Феодор стал подвергаться их набегам ещё чаще: так турки пытались предотвратить его помощь византийской столице.
Развитие конфликта осложнило отношения Морейского деспотата и с Афинским герцогством: хотя Нерио нуждался в помощи Феодора против могущественных наёмников наваррской кампании, отношения между ними серьёзно охладели. После смерти Нерио в сентябре 1394 года его завещание вызвало недовольство его старшей дочери Бартоломеи и зятя Феодора, переросшее впоследствии в новую войну.